# 希少野生動植物保護条例
希少野生動植物保護条例（きしょうやせいどうしょくぶつほごじょうれい）とは地方自治体の条例。

## 概要
地方自治体が独自に指定した希少野生動植物種について、学術研究等の例外を除き捕獲・採取・売買等の制限、生息・生育地の保全に関する規制等が規定されており、違反した場合には罰則が設けられている。
1990年に熊本県が希少動植物を網羅した保護条例が都道府県で初めて制定された。

## 都道府県の条例
| 道県     | 条例名                                             |
| -------- | -------------------------------------------------- |
| 北海道   | 北海道生物の多様性の保全等に関する条例             |
| 岩手県   | 岩手県希少野生動植物の保護に関する条例             |
| 福島県   | 福島県野生動植物の保護に関する条例                 |
| 栃木県   | 自然環境の保全及び緑化に関する条例                 |
| 群馬県   | 群馬県希少野生動植物の種の保護に関する条例         |
| 埼玉県   | 埼玉県希少野生動植物の種の保護に関する条例         |
| 東京都   | 東京における自然の保護と回復に関する条例           |
| 山梨県   | 山梨県希少野生動植物種の保護に関する条例           |
| 新潟県   | 新潟県希少野生動植物保護条例                       |
| 富山県   | 富山県希少野生動植物保護条例                       |
| 石川県   | ふるさと石川の環境を守り育てる条例                 |
| 長野県   | 長野県希少野生動植物保護条例                       |
| 岐阜県   | 岐阜県希少野生生物保護条例                         |
| 静岡県   | 静岡県希少野生動植物保護条例                       |
| 愛知県   | 自然環境の保全及び緑化の推進に関する条例           |
| 三重県   | 三重県自然環境保全条例                             |
| 滋賀県   | ふるさと滋賀の野生動植物との共生に関する条例       |
| 京都府   | 京都府絶滅のおそれのある野生生物の保全に関する条例 |
| 兵庫県   | 環境の保全と創造に関する条例                       |
| 奈良県   | 奈良県希少野生動植物の保護に関する条例             |
| 鳥取県   | 鳥取県希少野生動植物の保護に関する条例             |
| 島根県   | 島根県希少野生動植物の保護に関する条例             |
| 岡山県   | 岡山県希少野生動植物保護条例                       |
| 広島県   | 広島県野生生物の種の保護に関する条例               |
| 山口県   | 山口県希少野生動植物種保護条例                     |
| 徳島県   | 徳島県希少野生生物の保護及び継承に関する条例       |
| 香川県   | 香川県希少野生生物の保護に関する条例               |
| 愛媛県   | 愛媛県野生動植物の多様性の保全に関する条例         |
| 高知県   | 高知県希少野生動植物保護条例                       |
| 福岡県   | 福岡県希少野生動植物種の保護に関する条例           |
| 佐賀県   | 佐賀県環境と保全と創造に関する条例                 |
| 長崎県   | 長崎県未来につながる環境を守り育てる条例           |
| 熊本県   | 熊本県希少野生動植物の保護に関する条例             |
| 大分県   | 大分県希少野生動植物の保護に関する条例             |
| 宮崎県   | 宮崎県野生動植物の保護に関する条例                 |
| 鹿児島県 | 鹿児島県希少野生動植物の保護に関する条例           |
| 沖縄県   | 沖縄県希少野生動植物保護条例                       |